# Cormocephalus ungulatus
Cormocephalus ungulatus är en mångfotingart som först beskrevs av Frederik Vilhelm August Meinert 1886.  Cormocephalus ungulatus ingår i släktet Cormocephalus och familjen Scolopendridae.
Artens utbredningsområde är:
- Ecuador.
- Haiti.

Inga underarter finns listade i Catalogue of Life.